# Фонд борьбы с лейкемией
«Фонд борьбы с лейкемией» — благотворительный фонд, который помогает взрослым пациентам (старше 18 лет) с онкологическими заболеваниями системы крови по всей России. Фонд начал свою работу в сентябре 2014 года.

## Программы фонда

### Программа поддержки клиник
Фонд оплачивает лекарственные препараты и расходные материалы для клиник, оказывает психологическую помощь и экспертную поддержку медицинским специалистам.

### Адресная помощь пациентам
Фонд организует адресные благотворительные сборы, оплачивает лекарственные препараты, медицинские консультации и процедуры, в том числе, поиск неродственного донора костного мозга.

### Социальная помощь пациентам
Фонд оплачивает проживание в арендуемых организацией амбулаторных квартирах рядом с клиниками, привлекает персонал по уходу за подопечными, оказывает психологическую помощь и поддерживает пациентов после выздоровления — при выходе на рынок труда.

### Информационно-просветительская программа
Фонд борьбы с лейкемией развеивает расхожие мифы о раке крови и донорстве костного мозга. Выпускает брошюры и гайдлайны о диагнозах, снимает научно-популярные видео, организует фестивали, спортивные, образовательные и светские мероприятия.

## Акция #КраснаяШапкаПротивЛейкоза
6 сентября 2015 года фонд запустил благотворительный флешмоб #КраснаяШапкаПротивЛейкоза. Цель флешмоба заключалась в привлечении внимания к помощи взрослым людям, больным раком крови. Во время лечения лейкемии все пациенты, проходящие химиотерапию, теряют волосы и часто стесняются этого. Чтобы сделать их жизнь более комфортной, вместе с дизайнером Сергеем Бабичем фонд разработал дизайн и сшил удобные шапочки красного цвета с надписью #самоевремяжить и призвал людей выкладывать в социальных сетях селфи в шапке вместе с хештегами #самоевремяжить и #краснаяшапкапротивлейкоза.
В акции приняло участие более 100 звезд кино, театра, телевидения и шоу-бизнеса. Во время акции были проведены благотворительные концерты, лекции и марафоны. Акция приняла участие в Нашествии-2016 и триатлоне IRON STAR. Флешмоб поддержал футбольный клуб Спартак. В съемках видеоролика для акции приняли участие лидер группы «Машина времени» Андрей Макаревич, журналист и член Попечительского совета фонда Валерий Панюшкин, актёр Максим Виторган, актриса Ирина Горбачева, солист группы Therr Maitz Антон Беляев, продюсер и телеведущий Михаил Козырев и кинокритик Антон Долин.

## Тележка радости
Для пациентов больниц фонд принимает материальные пожертвования в виде книг, журналов, наборов для рукоделия и сладостей, предназначенных больным. «Тележки радости» собирают компании и организации, таким образом участвуя в благотворительном движении.

## День борьбы с лейкозом
День борьбы с лейкозом (День борьбы с лейкемией) отмечается в России ежегодно по инициативе Фонда борьбы с лейкемией 24 сентября. Цель дня борьбы с лейкозом — обратить внимание общественности на проблему диагностики и терапии злокачественных заболеваний кроветворной системы. Лейкоз отличается быстрым течением, большими финансовыми затратами на лечение и высокой летальностью, поэтому крайне важно выявить заболевание на ранних стадиях. Ежегодно около 5 тысяч человек заболевают раком крови.

## Самое время жить. Карьера
«Самое время жить. Карьера» — проект комплексной помощи пациентам с инвалидностью или прошедших длительное лечение. Он был запущен в 2021 году с целью дать взрослым людям с инвалидностью или хроническими заболеваниями системы крови возможность принять осознанное решение о том, как строить свой профессиональный путь после выхода в ремиссию.
- Обучающий курс из 15 вебинаров с ведущими экспертами по личному и карьерному самоопределению
- Онлайн-форум для пациентов на тему карьеры и здоровья
- D&I конференция для работодателей: как компании строят взаимодействие с сотрудниками и кандидатами с инвалидностью
- Индивидуальные карьерные консультации;
- Помощь онкопсихолога и равных консультантов;
- Возможность подать резюме в партнерскую компанию проекта на открытую; вакансию и получить консультацию HR-специалиста;
- Информационные и мотивирующие аудиоподкасты и видеоролики.

Во время обучения пациенты получают знания и практические навыки.
В 2022 году партнером проекта выступила биотехнологическая компания BIOCAD.

## Благотворительный забег «Самое время жить»
Ежегодное спортивное мероприятие фонда, впервые проведенное в сентябре 2022 года. Тогда забег прошел на ВДНХ, а участие в нем приняли более 2000 человек из 94 городов России. По итогам мероприятия фонд собрал 7 млн рублей на помощь подопечным, взрослым людям с диагнозом "рак крови".
«Для меня большая честь быть сегодня с Фондом борьбы с лейкемией и поддержать участников забега, честь — награждать маленьких чемпионов, которые в своем юном возрасте уже приносят пользу людям, нуждающимся в лечении. Берегите себя, сейчас “Самое время жить”»

Влад Ревуцкий, заслуженный мастер спорта, многократный чемпион России и мира по кикбоксингу
«Я счастлива принять участие в таком полезном забеге и поддержать бегунов на дистанции 5 км. Хочется, чтобы таких мероприятий было больше. Приятно осознавать, что простым действием мы приносим помощь тем, кому она необходима»

Ольга Подчуфарова, победитель и призер этапов Кубка мира и чемпионатов мира по биатлону

## Благотворительная лыжня «Самое время жить»
Ежегодное спортивное мероприятие фонда, впервые проведенное в феврале 2022 года совместно с ФСТ. Более 300 участников вышло на дистанции в поддержку подопечных фонда, 4,5 млн рублей удалось собрать по итогам мероприятия на срочное лечение взрослых с диагнозом "рак крови".

## Результаты работы
С 2014 года фонд помог более чем 1100 пациентам и направил на реализацию благотворительных программ более 1 133 709 136 рублей.

## Структура управления фонда

### Руководство фонда
Фонд учрежден в 2014 году Марией Сергеевной Самсоненко, которая в 2006 году успешно прошла несколько курсов химиотерапии и трансплантацию костного мозга. С 2014 по 2022 год директором фонда являлась Анастасия Кафланова, в 2022 году его возглавила Ануш Овсепян.

### Попечительский совет
В попечительский совет фонда входят 5 человек:
- Людмила Евгеньевна Улицкая — писатель, благотворитель, общественный деятель;
- Валерий Григорьевич Савченко — действительный член Российской академии наук, профессор, доктор медицинских наук, генеральный директор ФГБУ «Гематологический научный центр» Минздрава России;
- Екатерина Константиновна Чистякова — директор благотворительного фонда «Подари жизнь», член правления;
- Валерий Валерьевич Панюшкин — писатель, журналист;
- Игорь Станиславович Виттель — журналист, телеведущий.